# 江夏圍

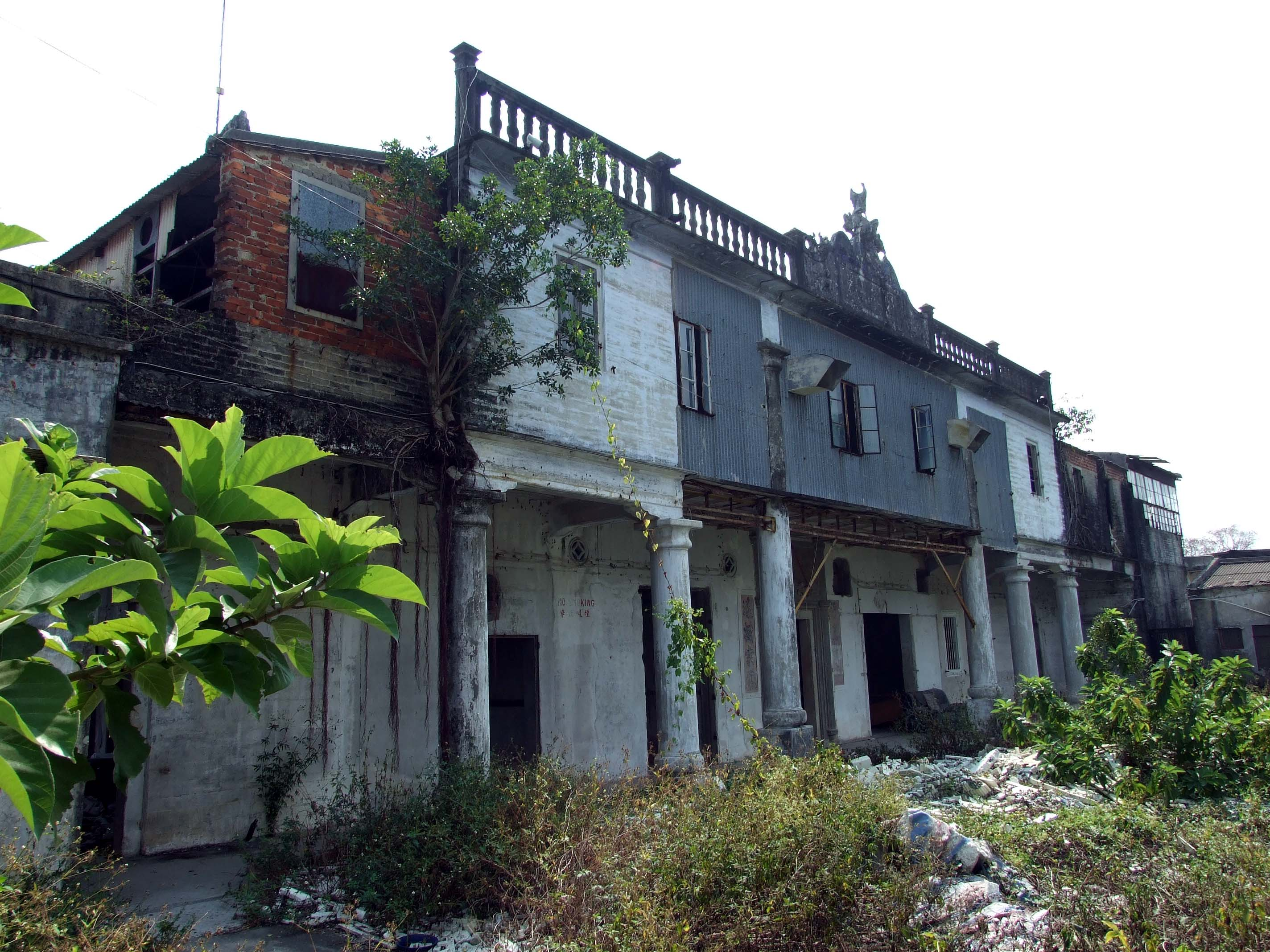
未修復前的江夏圍主樓

江夏圍（英語：Kong Ha Wai）是一棟位於新界元朗八鄉吳家村的客家大宅，建於1933年至1936年。江夏圍座落錦上路以東，位於金錢圍西面。大宅於2012年被評為香港三級歷史建築。

## 歷史

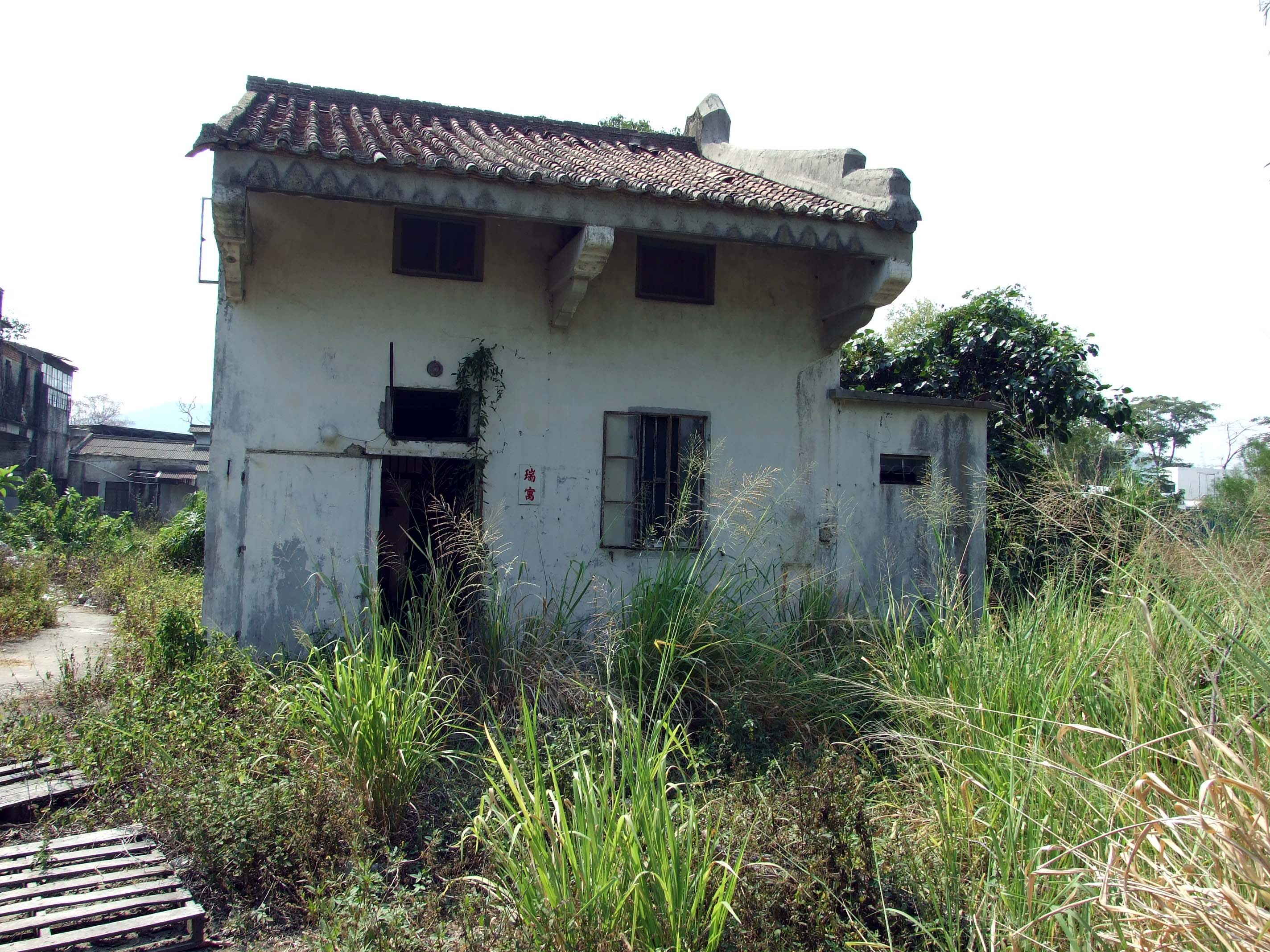
江夏圍前工人宿舍，又名瑞寓

祖籍廣東梅縣的印尼歸僑、金業商人黃仿僑在上環文咸西街經營順昌泰銀號。1930年代初，他從錦田鄧氏購入現址田地興建大宅，將大宅定名為江夏圍，得名於黃姓的郡望江夏。同一時期，同為梅州同鄉和印尼歸僑的吳郁青亦在附近築建大宅，是為吳家村，吳與黃氏份屬友好，可互相照應。
1941年香港保衛戰爆發時，黃氏遷離大宅到南洋逃避戰禍。大宅的木製家具被人偷去作燒柴之用。在香港日治時期間，大宅借給同益學堂（現為八鄉中心小學）的校舍。戰後，因凹頭警署被日軍所毀，大宅被政府徵用作八鄉警崗，牆上留下一幅手繪新界西部地圖。黃氏家族在這一段長時間暫居於吳家村內。
1953年，黃氏收回物業後將大宅部份房間分租出去，著名房客有香港導演章國明、豪華戲院廣告畫師利讓等等。自1960年代起，江夏圍不少地方租出作工場，曾租予大藝地氈廠、橡筋廠、成生造紙廠、新精美發泡膠廠、新五月園藝公司，有部份公司是由黃氏開設的，大宅很多原間隔被改動。
1980年代，風水池和小山被填平以擴大園藝範圍，黃仿僑的大部份後人移居海外，剩下他其中一個兒子黃瑞麟居於名為瑞寓的前工人宿舍內。1997年，黃氏將江夏圍地皮賣給發展商恒基兆業，2000年代末荒廢至今，地下大廳留低大量廢發泡膠和輪胎，一樓的房間仍遺留下很多1970年代前黃氏家族和租客的陳設和物品，像時間靜止一樣。

## 建築特色

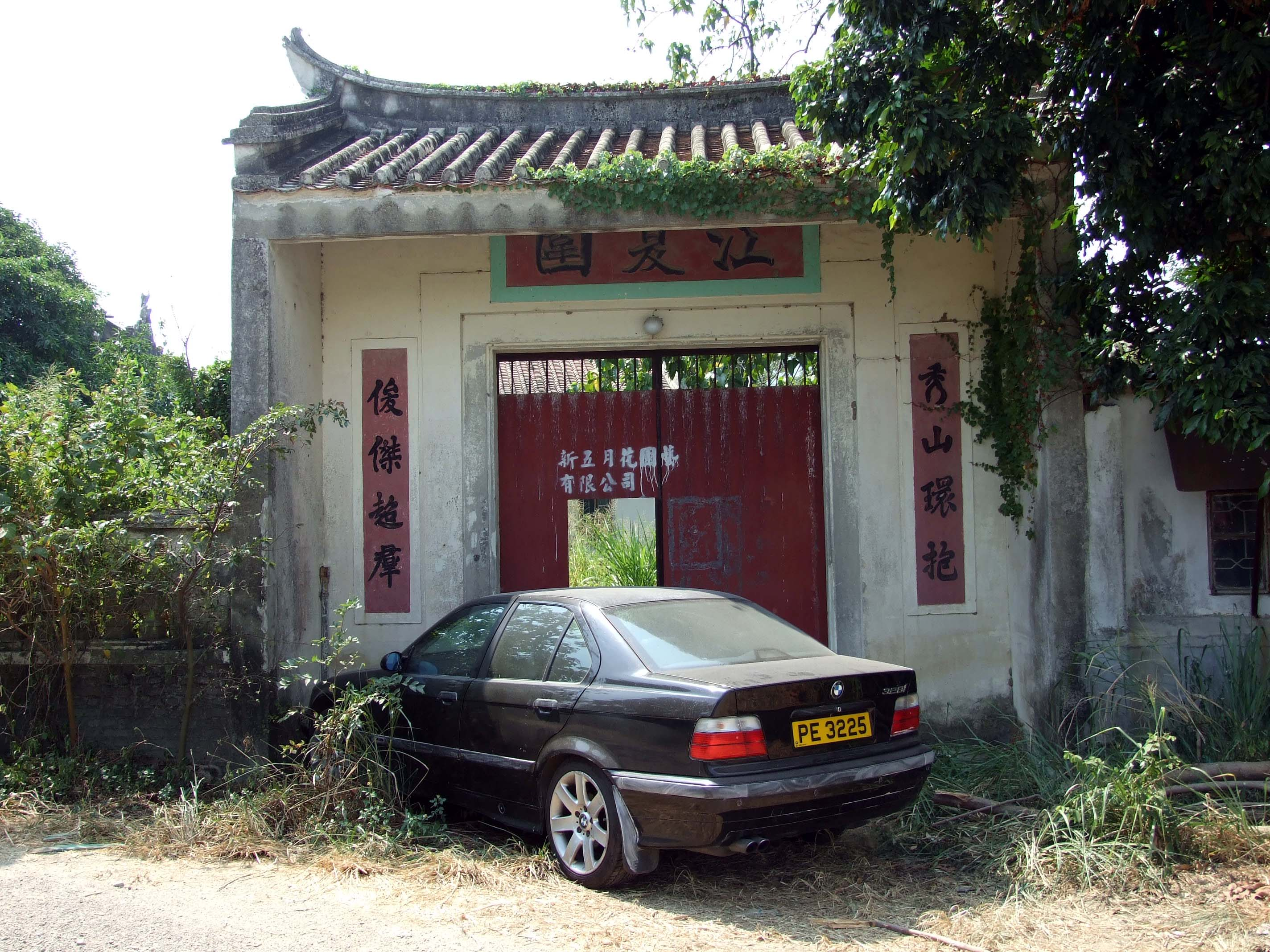
江夏圍門樓

江夏圍入口有一座門樓，兩旁對聯「秀山環抱、俊傑超羣」。圍牆內有兩幢住宅。主樓又名源遠堂，是黃氏家族的居所，共有27間房間。主樓不遠處有一座工人宿舍。大宅前原有兩個種有蓮花和養魚的半月形風水池和四座鳥塔，池塘挖出的泥土被用作在大宅後堆建成小山，種滿果樹。
江夏圍主樓是一座兩層高、中西合壁的建築，以鋼筋混凝土建成，內裡有木橫樑。主樓入口為於建築正中間，玄關有兩層高，有兩條托斯卡納柱支撐，大門上方有一對獅子石雕和以上海批盪作飾面的「源遠堂」三字金箔牌匾，兩邊有「源思祖澤、遠樹家風」對聯。屋內有一個大天井。主樓一樓大廳有一座大型神檯以供奉先人，天井邊有雕花圍欄。金字塔式的屋頂外亦有雕花圍欄，正中間同樣刻上源遠堂，附有巨大的雀烏裝飾和中國色彩圖案。
1930年代，新界盜賊橫行，大宅有考慮到防衛需要而設計。大宅大門鑲上鋼板；一樓牆中有秘道，由天台直通地底；大宅屋頂三個角落設有圓型瞭望台。

## 近年發展

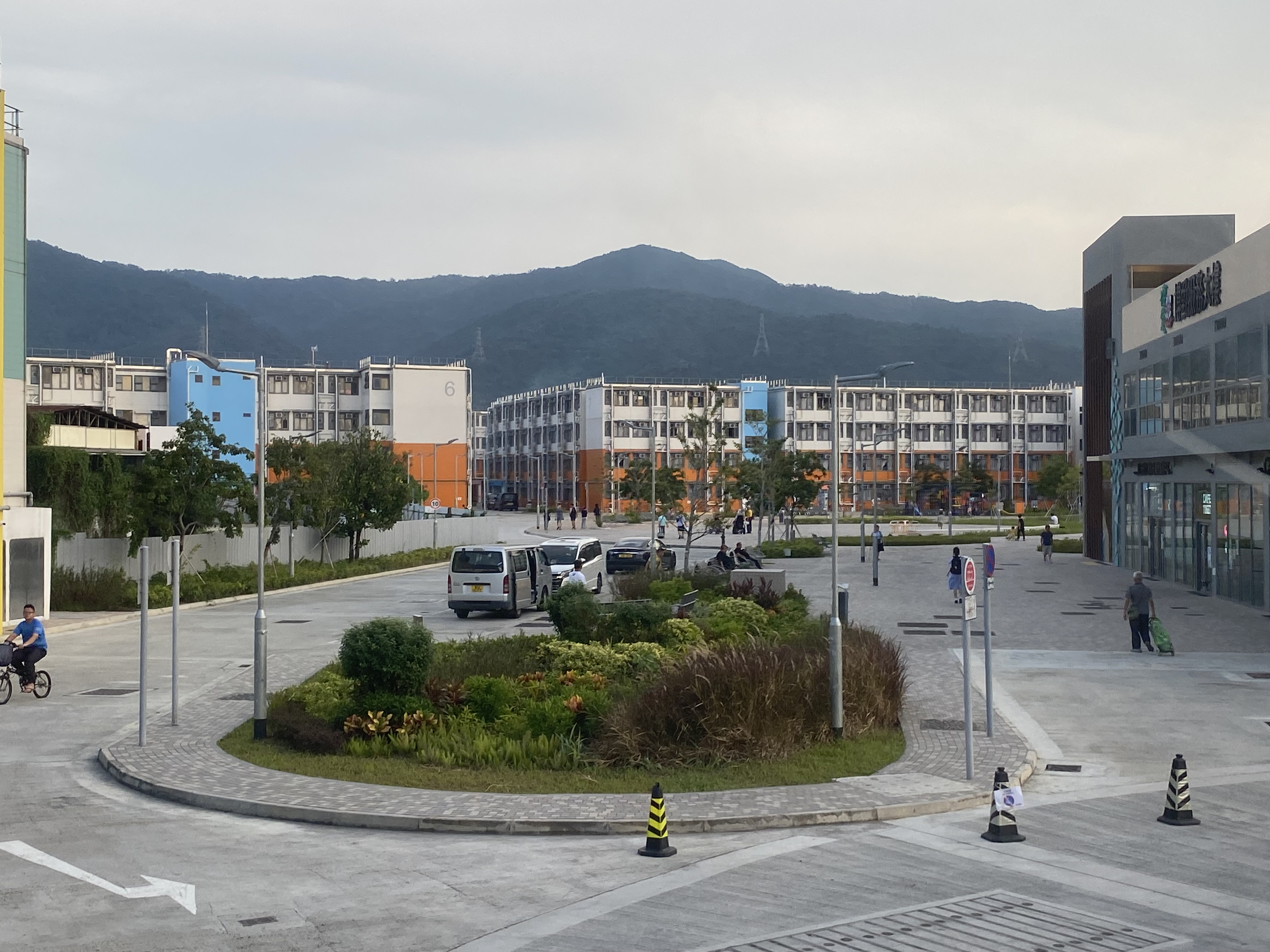
博愛江夏圍村

恒基兆業自1997年購入地皮後，曾計劃將江夏圍和周邊土地重建成低密度住宅。2014年，規劃署推出錦田南發展計畫，江夏圍被劃入發展範圍當中。經周邊居民強烈反對，發展範圍縮減至錦上路站一帶。
2020年，政府推出「支援非政府機構過渡性房屋項目的資助計劃」。恒基兆業以象徵式1元借出江夏圍周邊近43萬方呎土地予博愛醫院興建和營運過渡性房屋，為期7年。該項目名為博愛江夏圍村，計劃建成8棟4層高的住宅大樓，提供1,998個單位，容納6,000人居住，新村第一期已於2022年入伙。
與此同時，業主恒基兆業在丟空江夏圍十數年後，始為大宅進行保育復修工作，保育團隊在大宅閣樓尋找到昔日用於壓製雕花圍欄和牆上裝飾的模具。保育完成後，大宅可作為展覽場地用途。

## 外部連結
- 活在江夏
- 博愛江夏圍– Pok Oi KHW （页面存档备份，存于）